# Charles Detaille
Pour les articles homonymes, voir Detaille.
Charles Detaille, né le 27 août 1852 à Saint-Germain-en-Laye et mort le 14 mars 1894 à Beaulieu-sur-Mer, est un peintre et illustrateur français.
Il est le frère du peintre Édouard Detaille (1848-1912).

## Biographie

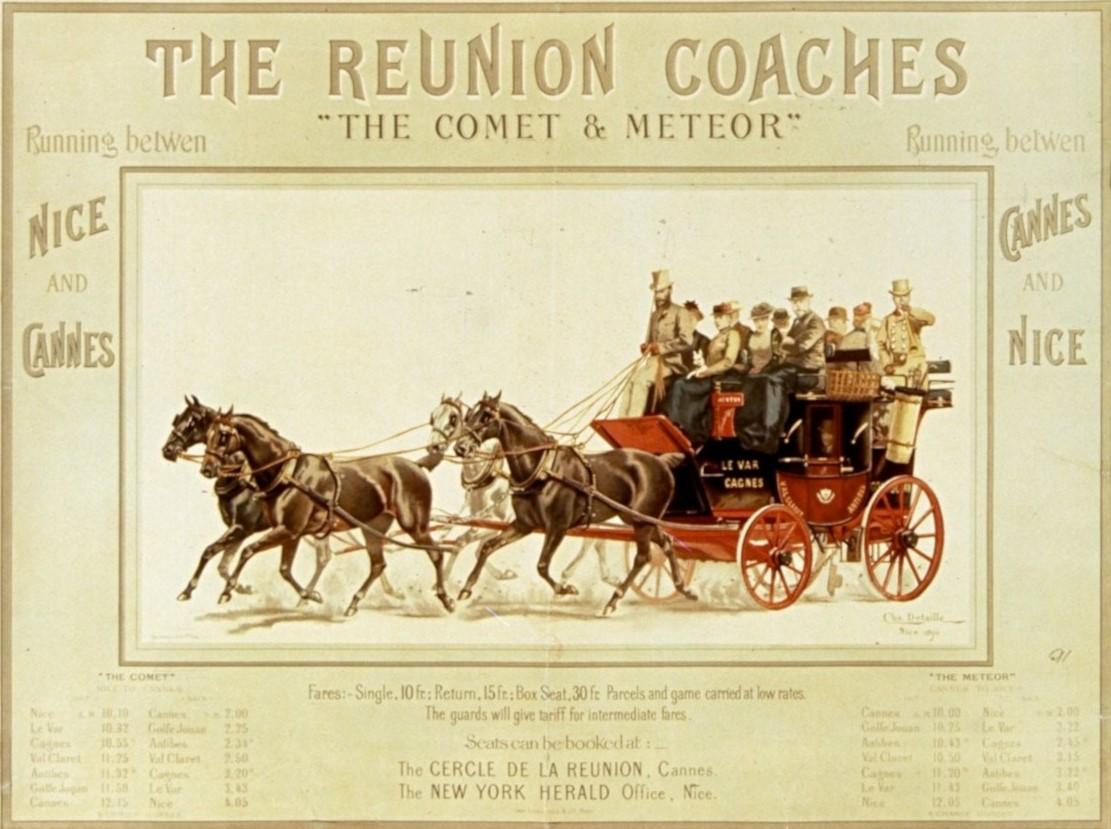
Illustration publicitaire de Charles Detaille.

Fils de Jean Baptiste Jules Detaille, propriétaire, et de Jeanne Élisabeth Debas, son épouse, Jean Baptiste Charles Detaille naît à Saint-Germain-en-Laye en 1852. Il devient[Quand ?] l'élève de son frère aîné Édouard Detaille.
Il expose pour la première fois au Salon en 1875 avec une aquarelle intitulée Un rendez-vous de chasse.
Il est spécialisé dans la peinture de chevaux et dans le peinture sportive, et collabore comme illustrateur pour des journaux comme La Vie Sportive.
Il meurt à Beaulieu-sur-Mer le 14 mars 1894[réf. nécessaire]. Il est inhumé cinq jours plus tard dans un caveau du cimetière du Père-Lachaise (division 66).

## Salons
Charles Detaille a participé aux salons artistiques de 1875 à 1878 :
- Salon de 1875 : Un rendez-vous de chasse (aquarelle)[3].
- Salon de 1876 : Rallye-papers ; À la Malmaison, le 22 juillet 1875 ; Éventail (aquarelle)[6].
- Salon de 1877 : La Croix-Saint-Simon, Rendez-vous de chasse (aquarelle) ; Promenade en forêt (aquarelle)[7].
- Salon de 1878 : À la campagne (aquarelle) ; Promenade du matin (aquarelle)[8].